# Macaca nigrescens
El macaco de Gorontalo (Macaca nigrescens) es una especie de primate catarrino de la familia Cercopithecidae. Es endémico de la isla de Célebes en Indonesia. Previamente se consideraba una subespecie de Macaca nigra.
La especie se considera vulnerable en la Lista Roja de la UICN por la disminución de su población a causa de la pérdida de hábitat, la caza y su área de distribución pequeña y fragmentada (menos de 20 000 km²). En Célebes se restringe a la sección central de la península norte, desde Gorontalo en el sur y entre Baroko y Bolaangitang en el norte. Habita selvas de mediana elevación y colinas boscosas de hasta 2000 m s. n. m. Su dieta es primordialmente frugívora (70%), pero se alimenta también de brotes de hojas, artrópodos, tallos de flores tiernos y cultivos humanos de frutas, vegetales y maíz. Se encuentra amenazado por la invasión humana lo que propicia la pérdida, deterioro y fragmentación de su hábitat, y la caza. Además existe minería de oro a pequeña escala en su zona de distribución, con uso de mercurio, incluso en zonas protegidas.